# Sudaporn Seesondee

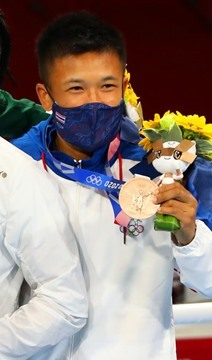
Boxeador nas olimpíadas, recebendo a medalha.

Sudaporn Seesondee (em tailandês:  สุดาพร สีสอนดี; Chai Wan, 4 de outubro de 1991) é uma boxeadora tailandesa, medalhista olímpica.

## Carreira
Seesonde nasceu em uma família de boxeadores. Seu pai é dono de uma academia de muay thai. Ela conquistou a medalha de bronze nos Jogos Olímpicos de Verão de 2020 em Tóquio, após confronto na semifinal contra a irlandesa Kellie Harrington na categoria peso leve.